# Осмостен
 Тази статия е за многостена по броя на стени.  За платоновото тяло вижте Октаедър.  
Осмостенът (октаедър) е многостен с осем стени. Октаедърът е пример за осмостен.

## Триъгълни осмостени
- Правилен октаедър
- Триъгълна антипризма
- Четириъгълна дипирамида
- Многостен на Шонхарт

## Еднообразни
- Шестоъгълна призма
- Пресечен тетраедър

### Звездообразни
- Звездовиден октаедър

## Многостени с полуправилни стени
- Четириъгълен трапецоедър